# Armario

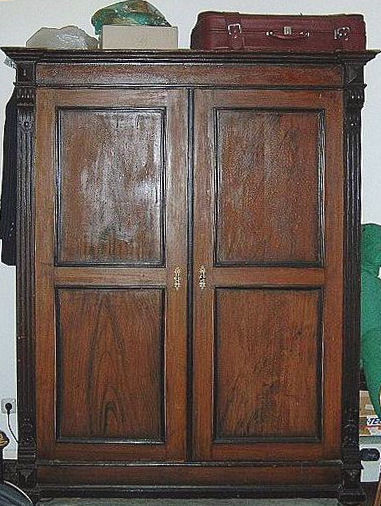
Un armario normal. En este caso un armario de alrededor de 1900, sólo de madera, sin tornillos ni clavos.

Un armario, escaparate (en Venezuela y Cuba), clóset (en Hispanoamérica), aparador (en Filipinas), ropero, guardarropa, placar o placard (en Río de la Plata), es un mueble para guardar cosas u otros enseres cerrado por medio de puertas, en cuya distribución interior puede haber estantes, colgadores para perchas y cajones, ideado para guardar cosas. Las puertas pueden ser batientes o correderas, utilizándose las segundas en lugares de paso estrecho, ya que necesitan menos espacio.
El armario es propio de cualquier estancia de la casa, adecuando su forma y dimensiones al uso al que va destinado:
- En la cocina, los armarios son pequeños y se colocan bajo la encimera o suspendidos de la pared, y se utilizan para guardar alimentos o enseres de cocina.
- Si se colocan en los recibidores para dejar prendas de abrigo, reciben el nombre de gabaneros.
- En los cuartos de baño son pequeños y sirven para guardar productos cosméticos o de higiene personal.
- En empresas, talleres y laboratorios se utiliza un armario ignífugo para proteger objetos y productos ante un posible incendio.
- El armario metálico se emplea generalmente en la industria.

El armario empotrado es el que tiene visible únicamente la parte frontal, estando el resto unido por obra a las paredes o tabiques de la estancia en que se ubica. En el Río de la Plata se lo conoce como placard o placar. Los espacios habilitados como vestidores suelen estar revestidos de armarios sin puertas.

## Etimología
La palabra procede del latín armarĭum, lugar donde se guardan artefactos o armas. A su vez, arma (colectivo plural) procede de ars, arte u oficio, y denomina cualquier conjunto de objetos resultado de un arte u oficio. La evolución posterior de la palabra arma puede llevar a confusión. Pero no es posible concluir categóricamente que el armario se utilizara originalmente sólo para guardar armas, ya que la palabra también hace referencia al mueble en el que se guardaban los libros en las bibliotecas romanas mencionadas por Vitruvio. El armarium también fue mencionado por Catón el Viejo, Plauto, Plinio el Joven y Cicerón, y varios modelos están representados en las pinturas de Pompeya.

## Historia

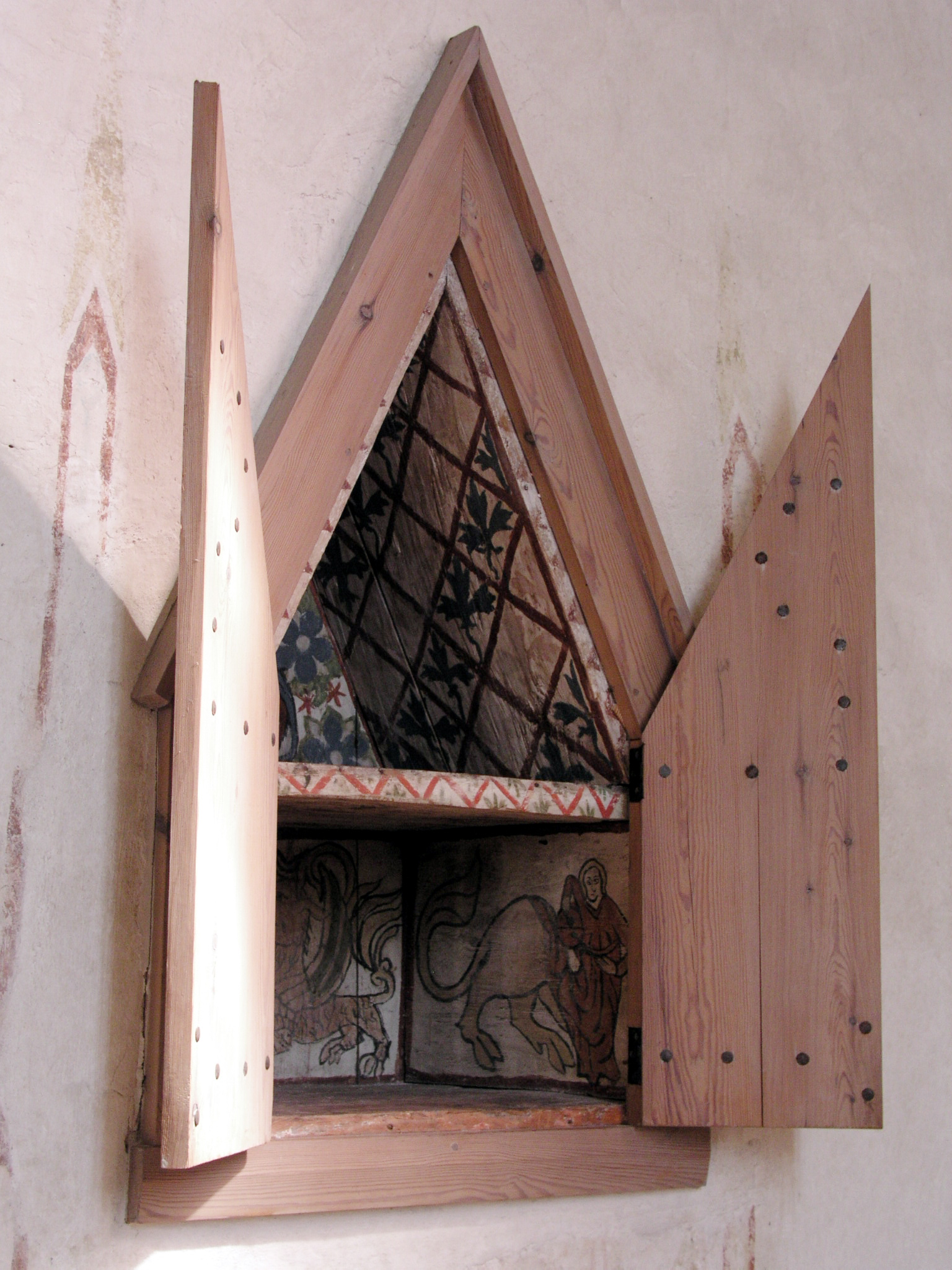
Armario en un muro en la iglesia de Garda, en la isla de Gotlandia, en Suecia.

El armario es conocido al menos desde la época romana, según aparece en las pinturas de Herculano. Aunque en un principio sólo servía para contener armas, según indica su nombre, pronto se utilizó para guardar todo tipo de objetos.
Los romanos destinaban este mueble para encerrar los retratos de sus antepasados (Ius imaginum) y los libros. Los primeros, como estaban hechos de cera, tenían que estar encerrados para que con el aire y el polvo no se echasen a perder. Estos armarios no se abrían más que los días festivos y en algún acontecimiento célebre. Los que habían sido acusados de algún delito, abrían también los armarios que contenían aquellos estimados retratos cuando se había justificado su inocencia. Cicerón, perorando en defensa de Publio Cornelio Sila, lo dice claramente. Las bibliotecas de los romanos estaban compuestas de armarios, en los que se ponían los volúmenes o rollos y se distinguían con diversos números.
El armario parece haber desaparecido en la Edad Media en favor de los cofres y arcones, excepto para guardar armas en castillos, iglesias o monasterios. La conditoria era un armario especial para monasterios, iglesias o capillas, cerca del altar, utilizada para guardar el sacramento sagrado, jarrones u objetos sagrados, los santos óleos, reliquias, etc. Una cerradura fuerte permitía cerrarlo con llave. Se dice que el más antiguo conservado en Francia es el de la abadía de Aubazine. Dos armarios anteriores de este tipo, pero de finales del siglo XIII, se conservan en la Catedral de Bayeux y en la Catedral de Noyon, pero están decorados con pinturas. Más tarde, los batientes estarían formados por paneles enmarcados, a menudo decorados con una forma (en bajo relieve) de pergamino o de ornamentación gótica, como en el llamado gabinete de reliquias o bufé de saint Geoffroy en la iglesia parroquial de l'Assomption-de-la-Très-Sainte-Vierge du Chalard, en Le Chalard, Francia (segunda mitad del siglo XV). También en las iglesias, o en la sacristía, se utilizaban armarios para guardar vestimentas sacerdotales, libros sagrados, etc. 
En la Edad Media, con excepción de las iglesias y monasterios, servía sólo para encerrar las armas y armaduras, pues los demás objetos se guardaban en arcas o en sencillos aparadores. Pero ya desde principios del siglo XV se usaba el armario con el mismo fin que ahora y sus puertas se decoraban con relieves cuando antes sólo llevaban pinturas. Durante los siglos XVI y XVII se empleaban elegantes armarios de dos cuerpos y desde el siglo XVIII se construyen armarios-vitrina y bibliotecas-vitrina como dignos muebles de salón y de gabinete.

## Partes de un armario
Los armarios constan generalmente de seis partes principales: dos puertas, dos costados, el respaldo, la cornisa y dos fondos, alto y bajo. Lo interior está guarnecido de cajas o estantes y a veces está libre. Todas las piezas de un armario deben ensamblarse a espiga y mortaja sin encolarlas, pero atornilladas de modo que puedan desmontarse, porque un armario tiene que armarse y desarmarse a voluntad para hacerlo trasportable en caso de, por ejemplo, una mudanza. Generalmente los costados del armario consisten en un bastidor con paneles que hace el oficio de montante y al cual se ensamblan por abajo y por arriba los barrotes que constituyen la armazón del suelo y del alto. Las puertas se abisagran sobre el marco de los bastidores laterales. El respaldo se compone de tablillas delgadas encajadas a ranura lateralmente y la cornisa consta de piezas sueltas que se atornillan en lo alto y se ensamblan en los ángulos a inglete sin prolongar el saledizo por detrás para que el armario pueda apoyarse en la pared.

## Tipos de armarios
Existen diferentes tipos de armarios según su uso de almacenamiento, colocación y dimensiones:
- Armario de despensa: armario para guardar comida. Los armarios para la comida son comunes en las grandes residencias de Europa occidental desde la Edad Media. En Inglaterra están bien documentados.
- Armario aparador: aparador bajo o alto, de uno o más cuerpos (por lo general dos), cerrados por puertas y a veces con cajones situados por lo general en la zona baja del tablero del cuerpo inferior. En la segunda mitad del siglo XIX se desarrolla el gran tamaño compuesto por múltiples cuerpos de compartimento variable. Combina cajones, puertas de cristales, estantes y espejos, para comedores y salas.
- Armario archivo: armario de cualquier tamaño y composición con compartimentos o cajones corrientes. Suelen estar adaptados para guardar documentos.
- Armario botiquín: armario para guardar las medicinas, por lo general con clasificadores convenientemente identificados.
- Armario de cocina: armario alto o bajo que por lo general forma un todo modular y a juego destinado a la cocina. Están compartimentados para albergar los varios accesorios y utensilios de cocina.
- Armario de Gerona: se denominan así los armarios decorativos construidos en el Bajo Ampurdán (Gerona), documentados desde mediados del siglo XVII con un gran desarrollo en la segunda mitad del siglo XVIII y principios del XIX. Tienen doble puerta batiente y cajón inferior. Se decoran con técnicas de talla y marquetería.
- Armario de espejo o luna: armario que dispone un espejo de cuerpo entero. Nace en Francia durante el período del rey  Felipe IV de Francia, resultante de la fusión de dos grandes armarios de ropa.
- Armario de sala: armario decorativo que se coloca en la sala común. Regalo de boda, en su interior se colocaba el ajuar.

## Armario con espejo
Aparecido a principios del siglo XX con los estilos de 1925, el armario con espejo es similar a otros muebels con espejo, en forma de armario con un espejo adosado en el interior de una de las puertas. Algunos armarios denominados "man-stands" (o en francés homme-debout) tenían un espejo adosado en el exterior de la única puerta que, al abrirse, podían llegar a volcar un mueble en caso de que estuviera cargado de ropa; por ello se colocaba un gancho en la parte posterior del armario que permitía fijarlo a la pared. Hoy en día, la ligereza de los espejos modernos, posibilitada por su delgadez, permite fijarlos en cada puerta, aunque sigue siendo conveniente utilizar sistemas de anclaje a la pared.

## Otros tipos
Otra forma de armario es el armario de hielo, que consistía en un cofre de madera muy grueso, uno de cuyos compartimentos contenía bloques de hielo que se utilizaban para mantener los alimentos frescos. En Francia, este tipo de armario se podía ver todavía en las tiendas de alimentación (carnicerías, queserías, pescaderías, etc.) hasta principios de los años cincuenta del siglo XX.

## Tipos particulares o notables de armarios

### Armario de Frankfurt

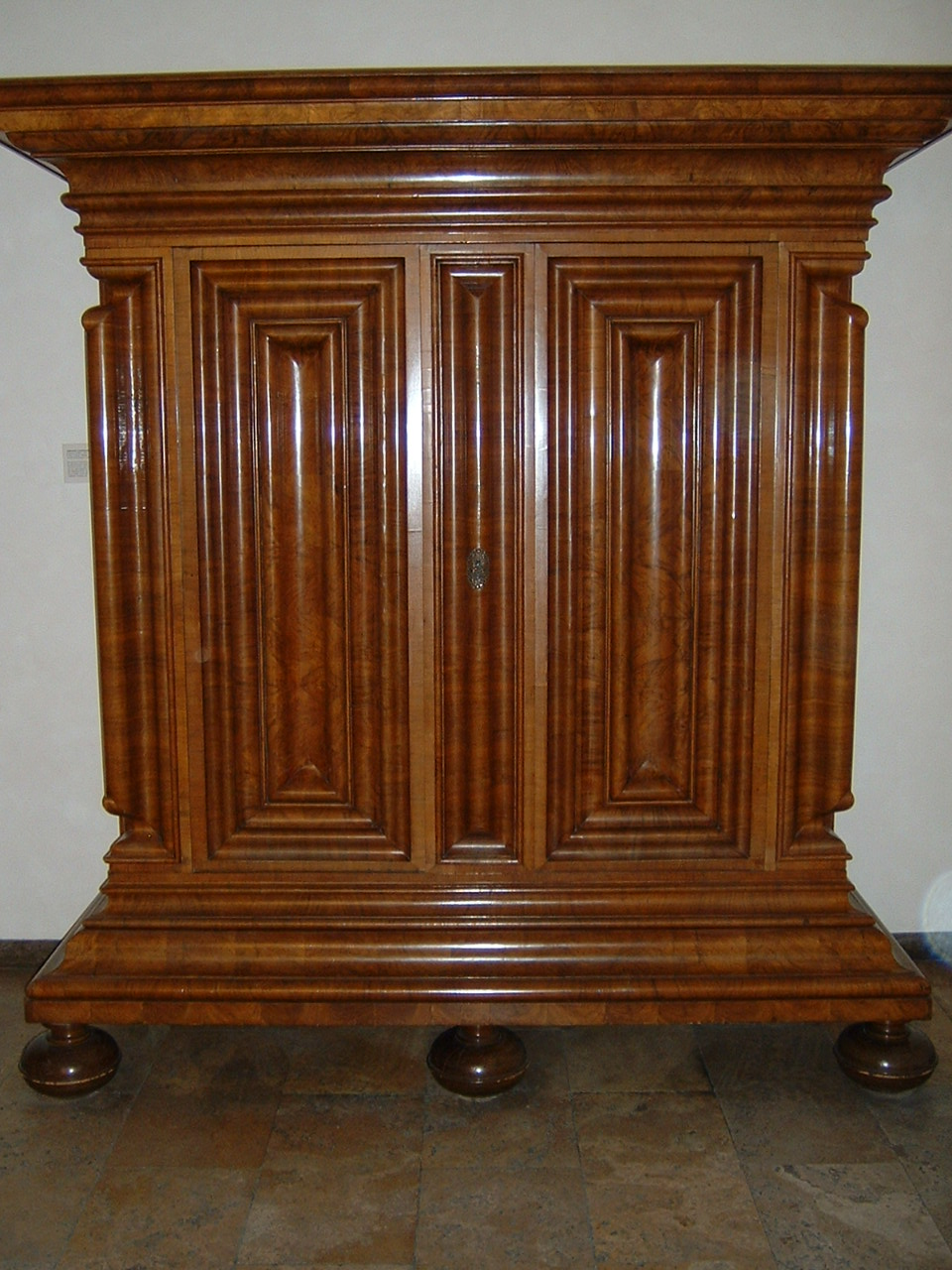
Armario de Frankfurt (Frankfurter Schrank) en el Ayuntamiento de Frankfurt.

El armario de Frankfurt es un armario o guardarropa barroco de dos puertas común en la ciudad de Frankfurt con un sistema de estructura arquitectónica claro. Estaba hecho de abeto con chapa de nogal o roble macizo. Los ejemplares sin chapa de pino son generalmente réplicas contemporáneas. Gracias a su diseño, todos los armarios se pueden desmontar en varias piezas individuales y volver a montar en pocos pasos, sin necesidad de herramientas, pero se necesitan dos personas.
Los armarios eran demandados como obras maestras de la carpintería de Frankfurt, pero también podían haber sido encargados por familias patricias. El propósito original era almacenar ropa de casa y ropa; el tamaño pretendía ilustrar el suministro de ropa de cama existente de la familia propietaria. Los ejemplos históricos se utilizaron y se utilizan más a menudo como archivadores, por ejemplo, en los quirófanos del Ayuntamiento de Frankfurt o en los bancos.

### Estilo Kas
Kas, kast o kasten (pronunciado kaz) es un armario o ropero enorme de origen neerlandés similar a un armario que era popular en los Países Bajos y Estados Unidos en los siglos XVII y XVIII. Estaba equipado con estantes y cajones que se usaban para guardar distintos tipos de ropa y otros objetos de valor y se cerraba con llave. Eran símbolos de estatus y reliquias familiares en los Países Bajos y artículos de lujo importados a las colonias americanas. Como tal, a menudo estaban hechos de madera de calidad, como cerezo, palo de rosa y ébano, y estaban revestidos, tallados o pintados.

### Armario de las Siete Llaves
El Armario de las Siete Llaves (hasta 1978 de las Seis Llaves), en catalán el Armari de les Set Claus, guarda el fondo documental de Andorra y se abre con siete llaves que tienen los siete cónsules de las siete parroquias que conforman ese país. Se encuentra en la Casa de la Vall, donde se reúne el Consejo General de Andorra.

## Ejemplos de armarios

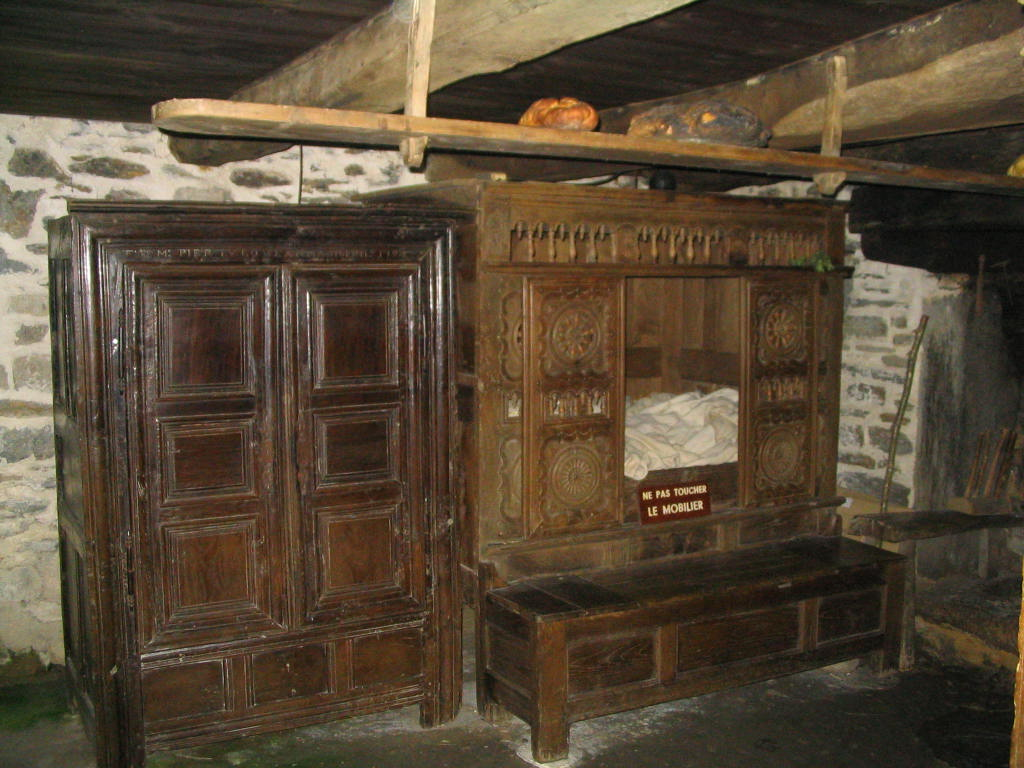
Armario del siglo XVIII, cama cerrada y banco de la casa Cornec en Saint-Rivoal en Finistère
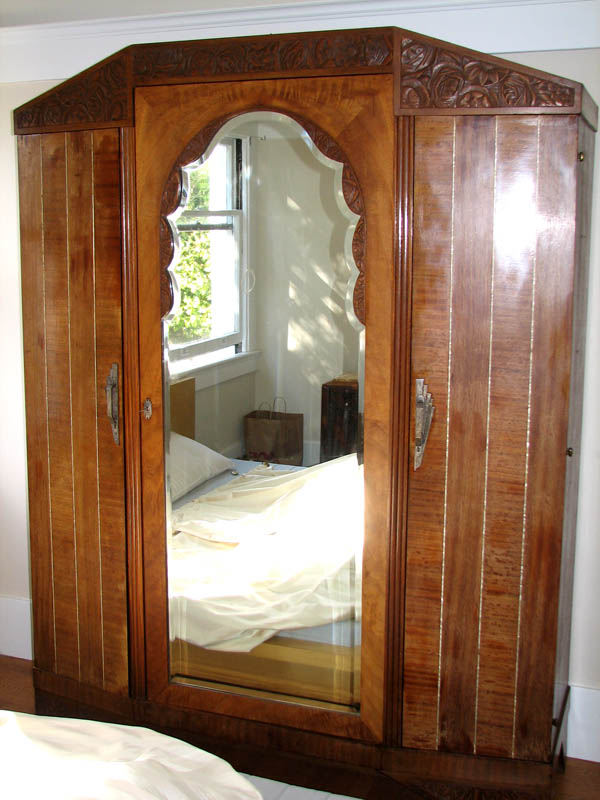
Armario art decó fabricado en Francia en los años 30.
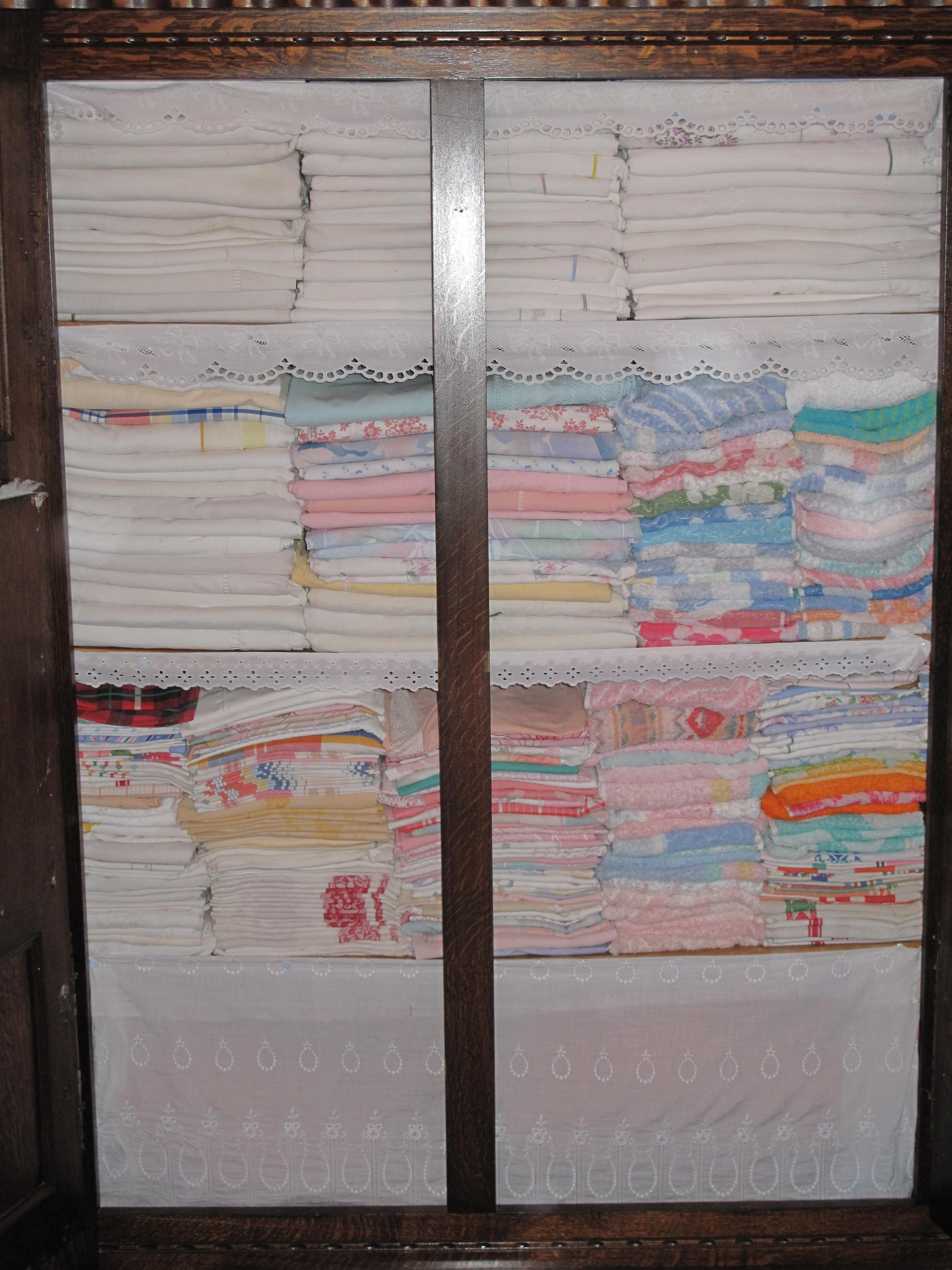
Almacenamiento de ropa en un armario.
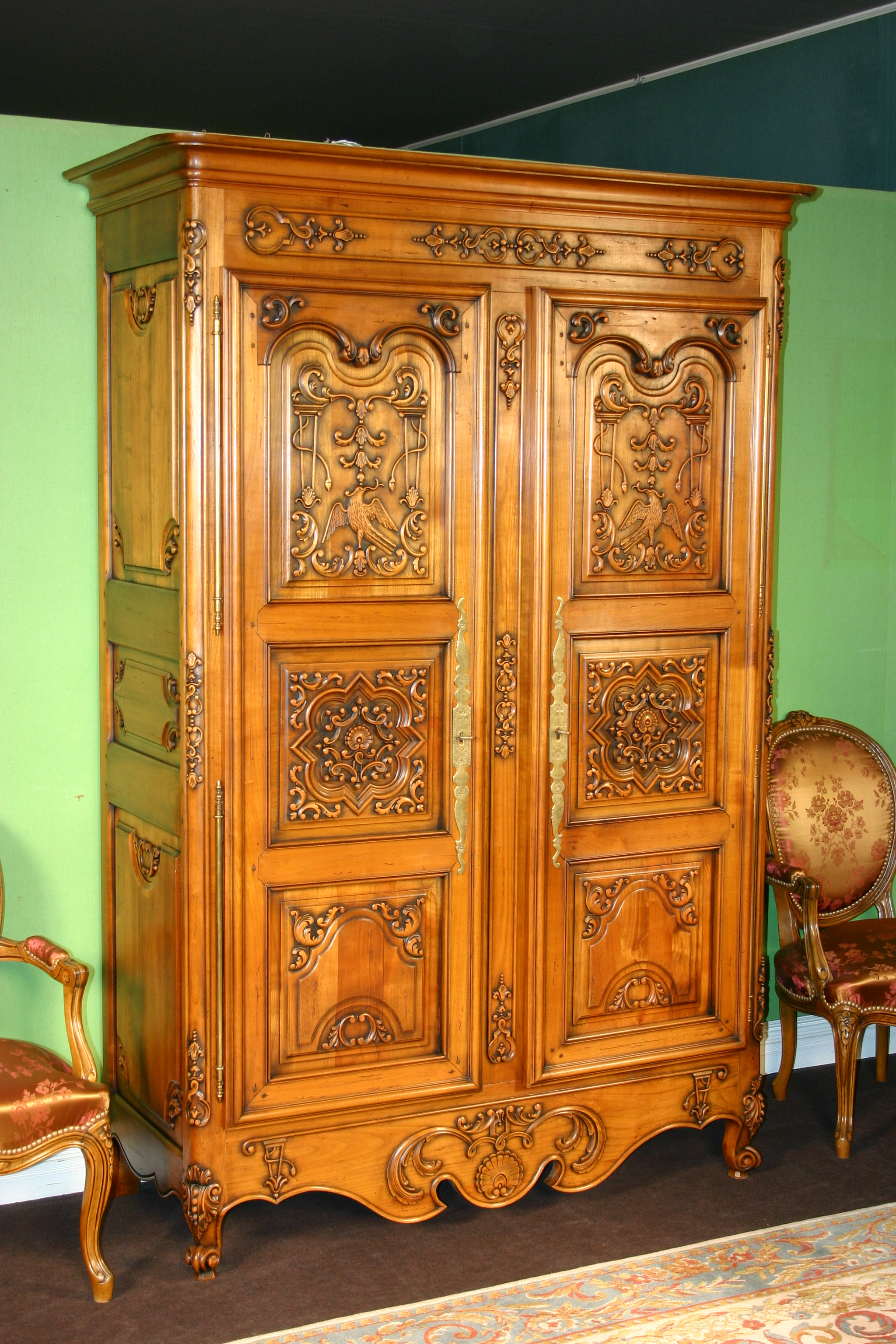
Reproducción de un armario del siglo XVIII.
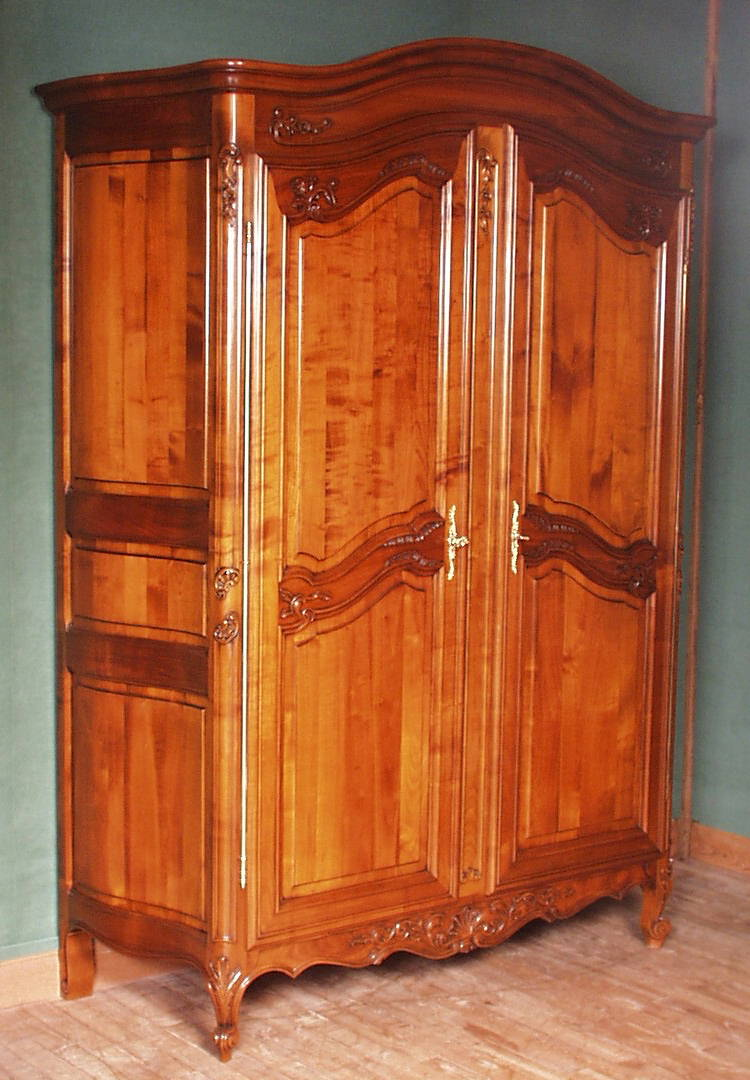
Réplica de un armario de época (armario Chantilly), estilo Luis XV.
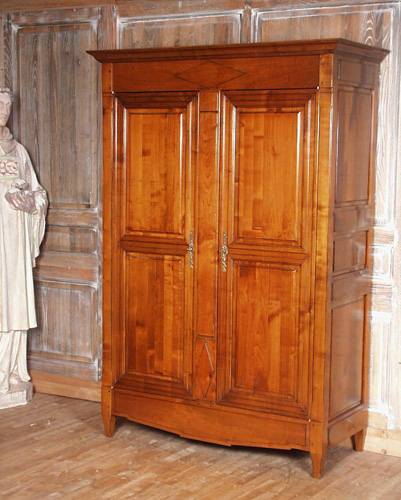
Armario "Directoire" réplica de un modelo antiguo, de estilo directoire.
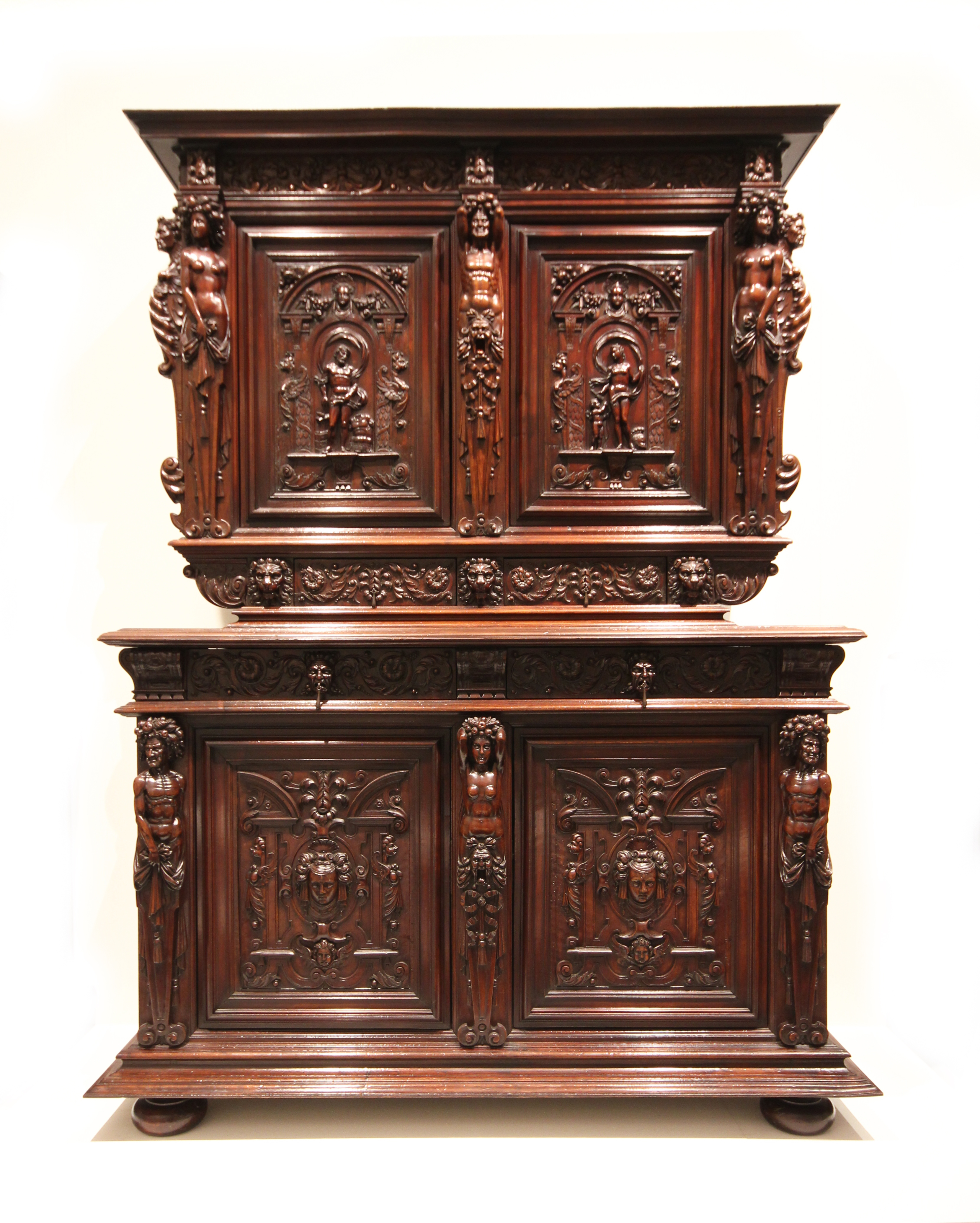
Armario de dos cuerpos con divinidades - Segunda mitad del siglo XVI.
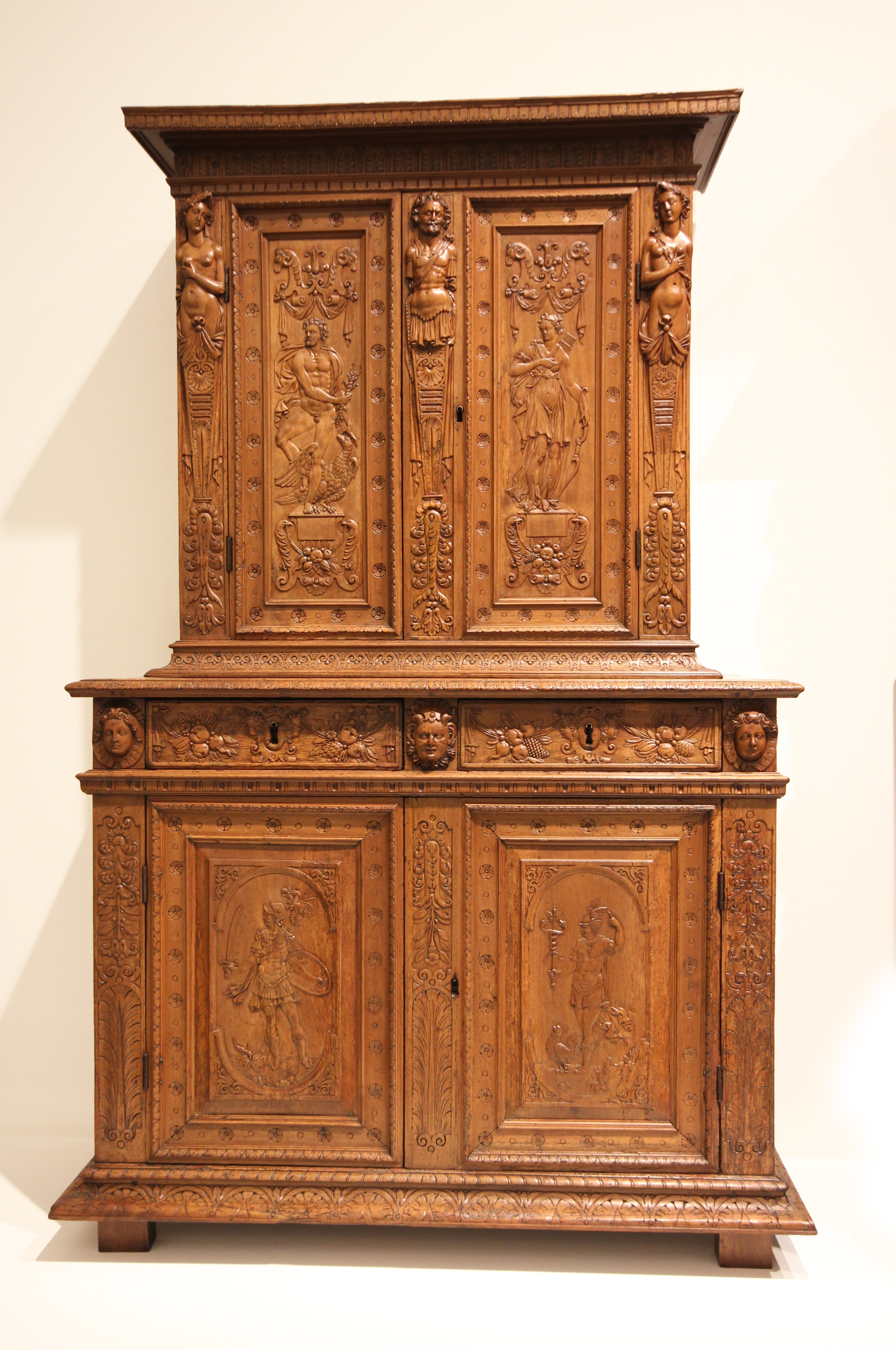
Armario de dos cuerpos - segundo tercio del siglo XVI.
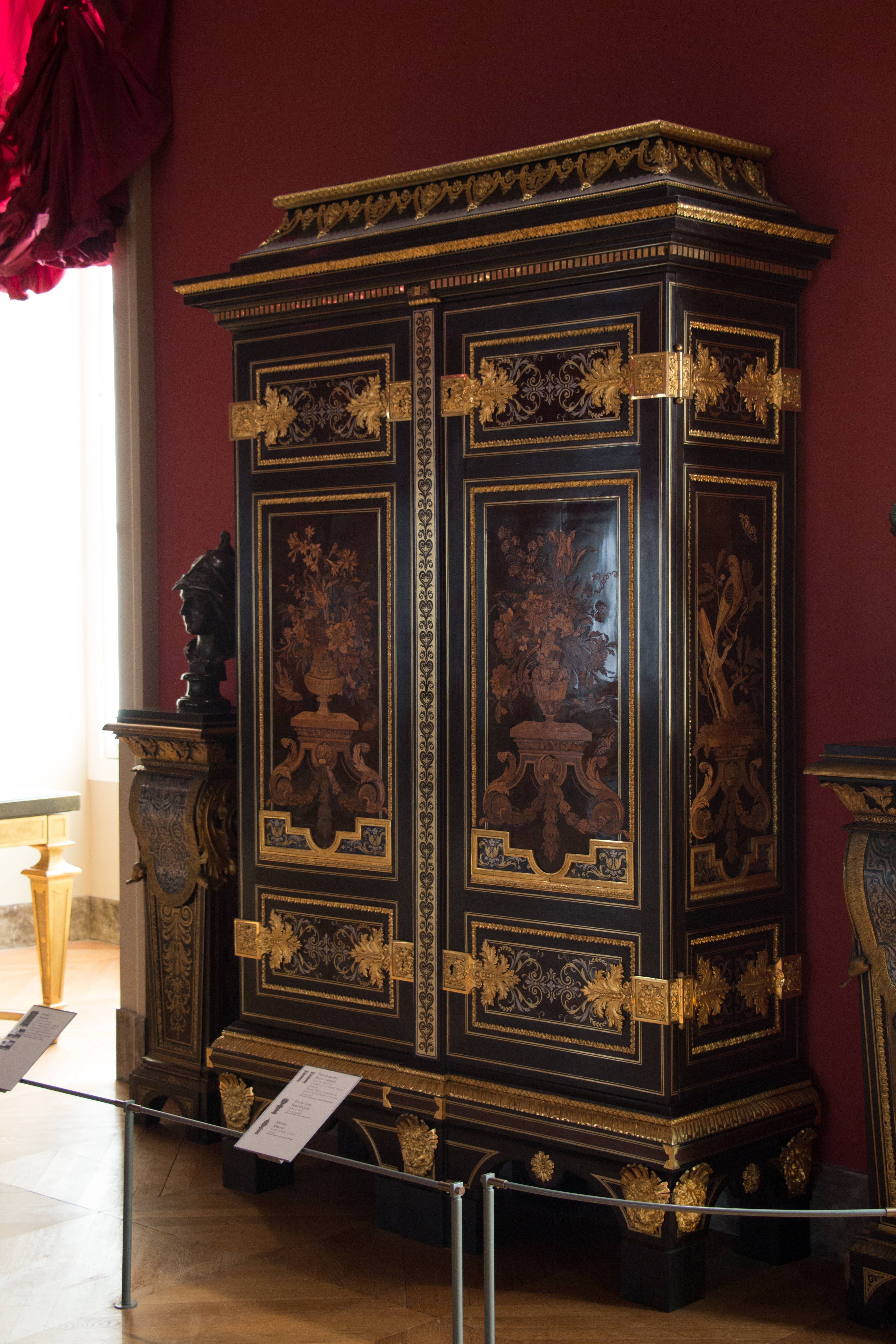
Armario con loros realizado por Boulle hacia 1680/1690-1700 (Museo de Louvre).
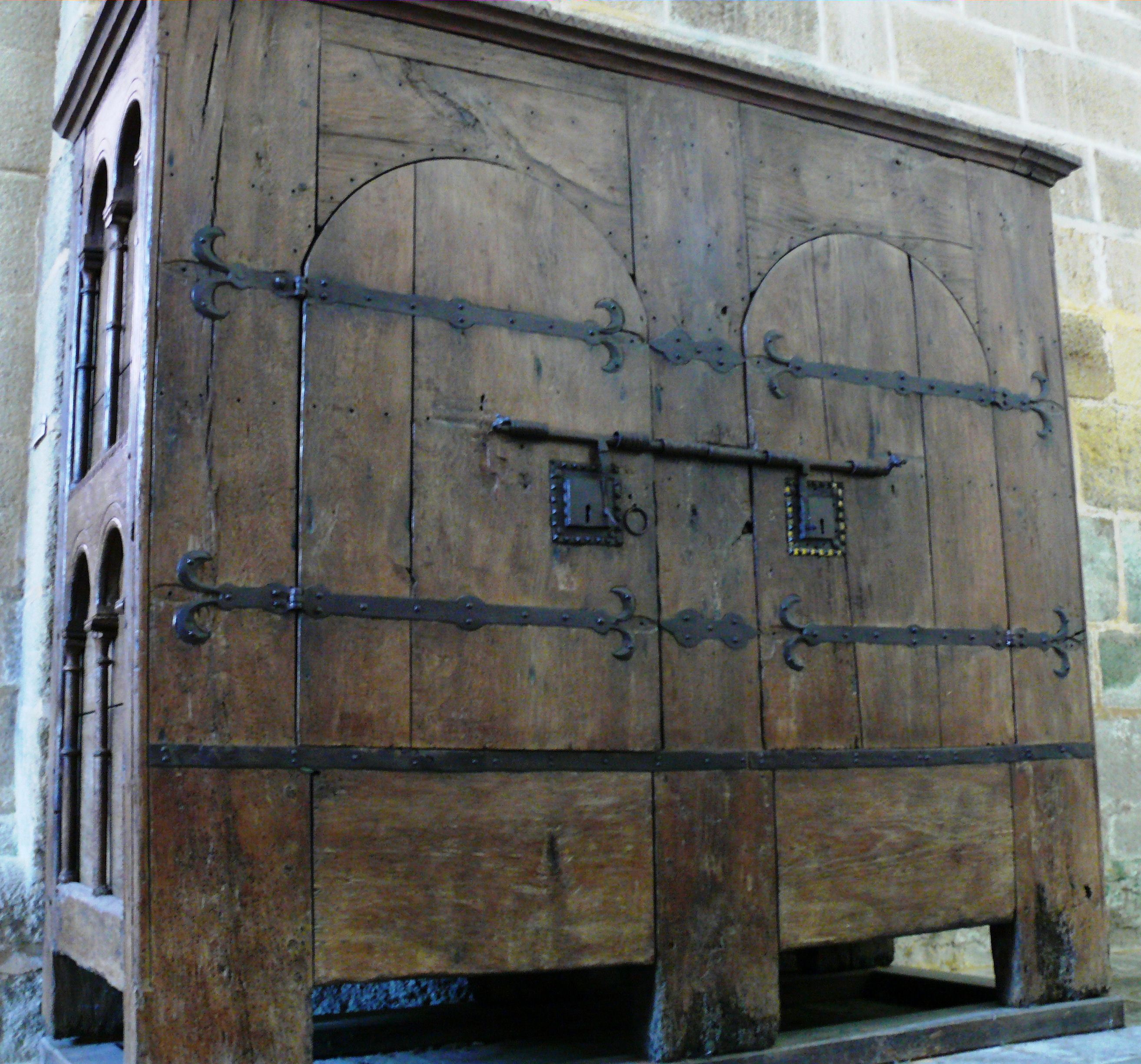
"Armoire d'Aubazine" con cerraduras y bisagras de hierro forjado, el "armoire litúrgico" (Conditiora) más antiguo de Francia (probablemente de principios del siglo XIII.
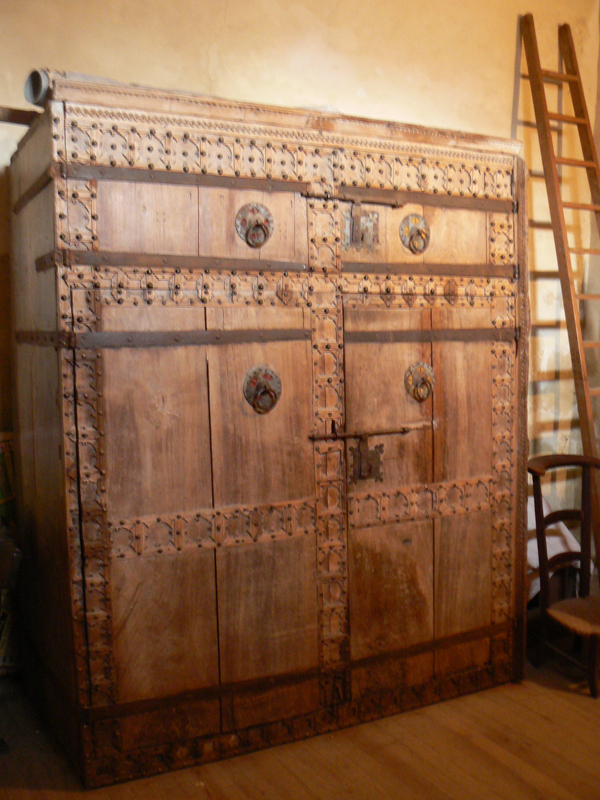
Armario datado en el siglo XIV, hoy utilizado en la casa de la iglesia Sainte-Marie de Corneilla-de-Conflent (Francia).
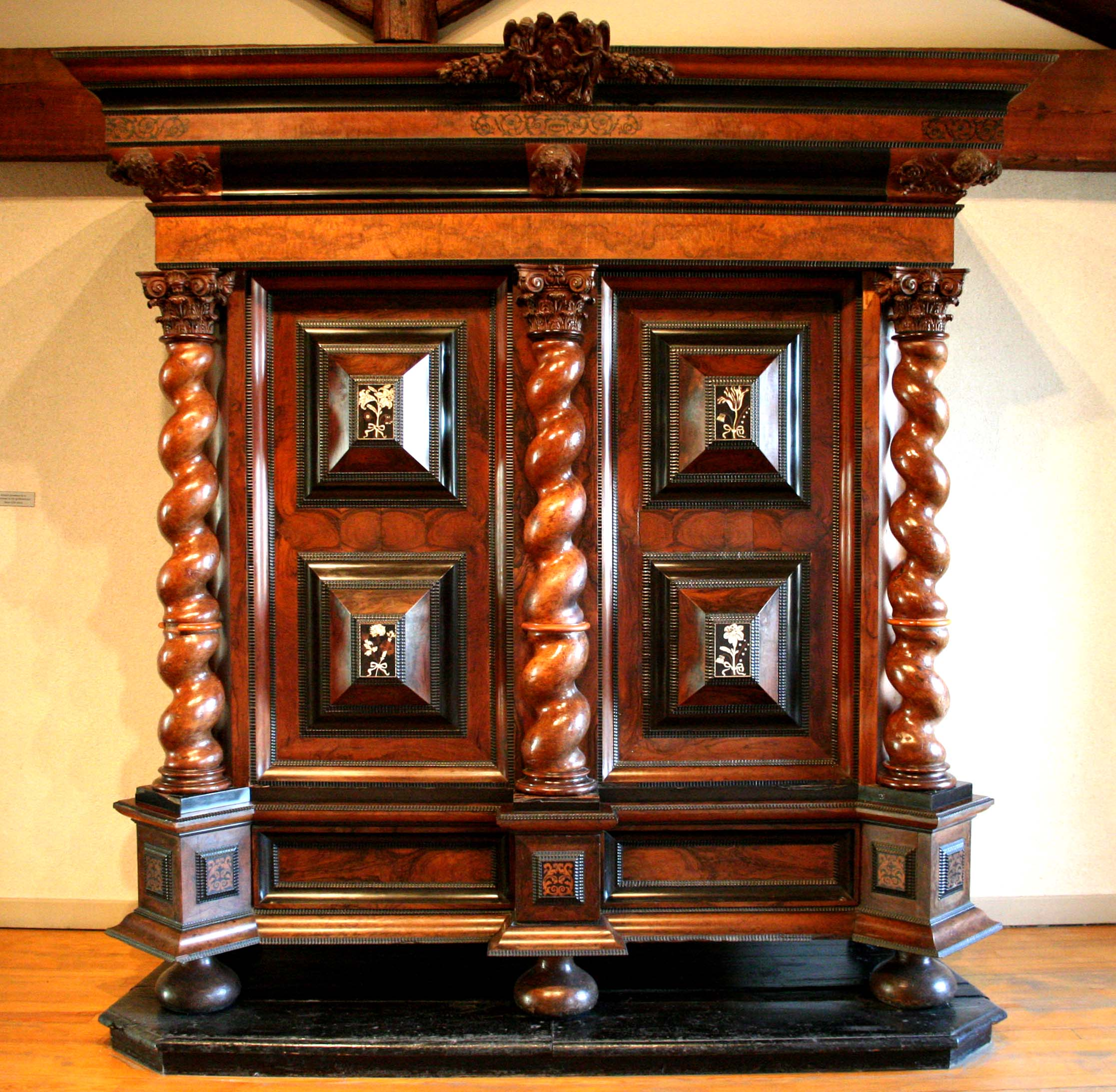
Armario de principios del  siglo XVII de la cartuja de Villeneuve-lès-Avignon, en la actualidad en el Musée Pierre-de-Luxembourg en Villeneuve-lès-Avignon.
Armario realizado por André-Charles Boulle. Museo del Louvre
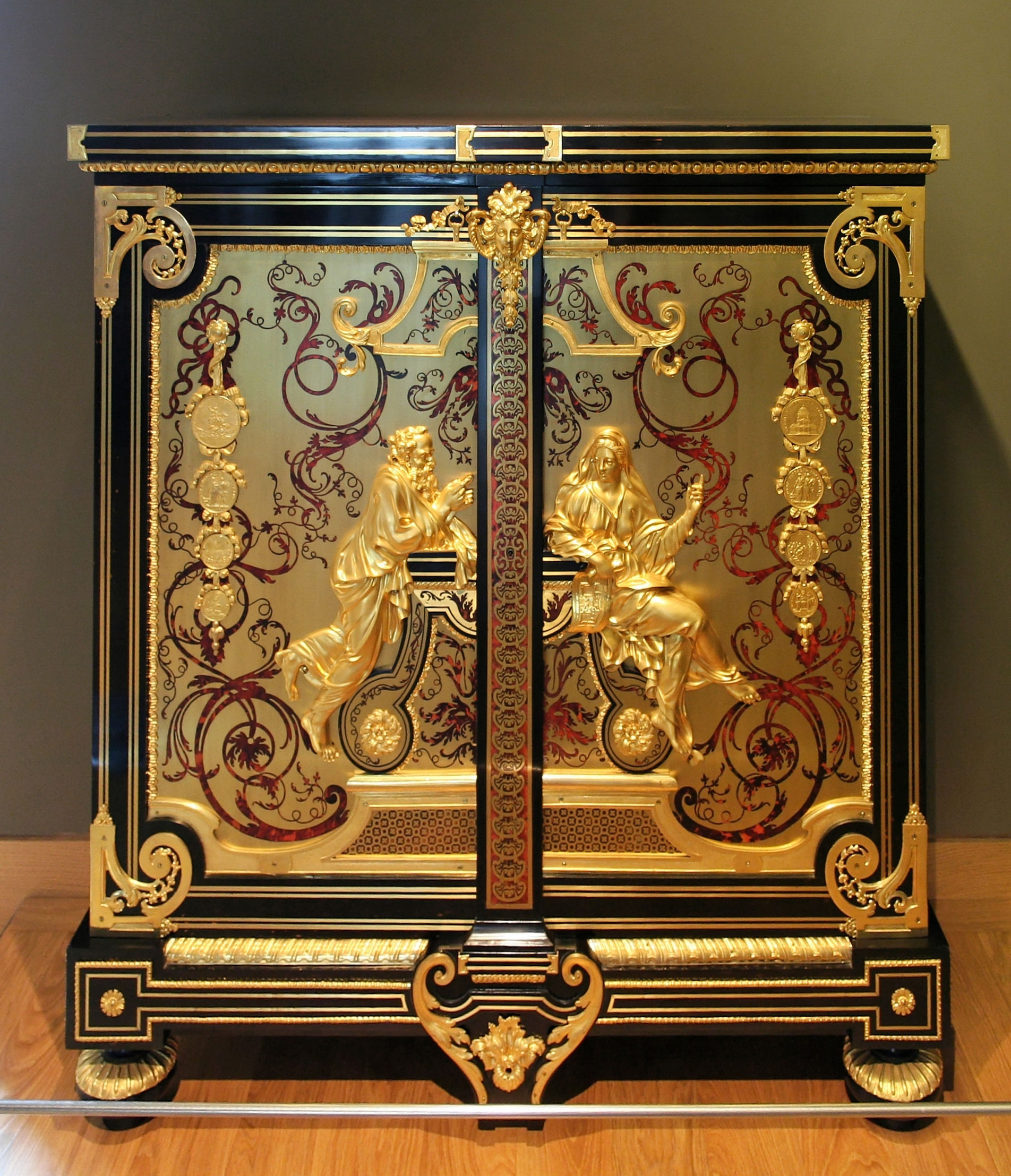
Armario, encargado para el Salón de Conciertos del Palacio de las Tullerías. Ébano, carey rojo y latón, 1834. Georges-Alphonse Jacob-Desmalter.  Museo del Louvre.